# MeltyMoment
《MeltyMoment》是日本HOOKSOFT在2014年1月31日發售的戀愛冒險類型成人遊戲。2014年8月29日發售《MeltyMoment ミニファンディスク 葵＆鏡水Ver》。2014年9月26日發售《MeltyMoment ミニファンディスク すみれ＆千恵美Ver》。DMM.com於2015年3月6日獨家販售DL版。由GN Software在2015年12月17日發售PlayStation Vita版。

## 故事
9月的下旬已經是夏日的終點。我和同伴們一起在堤防坡走著。和親近的友人一起度過不變的每一天。在這平常的路途中，因為小小的契機而開始慢慢成為戀愛之路。

## 角色介紹

### 主要角色
柏瀨健
本作的男主角。二年級學生和選舉管理委員會的委員長。
織恵夕花（配音：桃井莓）
身高：154cm　三圍：B87/W56/H84
健的青梅竹馬，經常照顧健的生活起居。
彩咲堇（配音：五行薺）
身高：152cm　三圍：B82/W53/H83
健的同學。
藤林操（配音：青山由香里）
身高：149cm　三圍：B72/W50/H77
一年級學生。
天音菜月（配音：みる）
身高：145cm　三圍：B73/W49/H73
一年級學生，不擅與人相處。
一条葵（配音：川島梨乃）
身高：160cm　三圍：B89/W57/H89
三年級學生。

### 其他角色
櫻井由愛（配音：小倉結衣）
一年級學生也是操的朋友。
柊千恵美（配音：櫻川未央）
健的同班同學。
荻嶋鏡水
三年級學生也是田徑部的部長。
與葵是從一年級開始就同班的好友。
柏瀨櫻子（配音：草柳順子）
健的母親。
黑谷五十鈴（配音：新堂真弓）
健的班級老師，個性認真，對教學很有熱忱。
澤中拓斗（配音：城樹翔）
健的同學與好友。

## 工作人員
- 原畫：らっこ、たかやKi、オダワラハコネ
- SD原畫：宅本うと
- 劇本：モーリー、時野つばき、柊晴空
- 音樂：Sound Studio B
- 演出：松田典弘
- CG：真海
- 編輯：黒木ノア、ＶⅡ
- 宣傳：伊藤直子
- 製作人：亞佐美晶
- 監督：ELMA

## 主題曲
主題曲「MeltyMoment」
作詞：　作曲/編曲：增谷賢　歌：Ceui
片尾曲「Photograph」
作詞：　作曲/編曲：戶田章世　歌：茶太
插入曲
作詞：　作曲/編曲：增谷賢　歌：Duca

## 相關商品

### 漫畫
《MeltyMoment》
作畫：とめきち　發售日：2014年4月26日　出版社：Hobby Japan　ISBN 978-4798608037

### CD
- MeltyMoment ORIGINAL SOUNDTRACK[9]

發行：HOOKSOFT　發售日：2014年4月25日
曲目列表
DISC1
DISC2

### 書籍
- MeltyMoment Complete Visual Fanbook

發售日：2015年2月9日　出版社：マックス　ISBN 978-4863794115

## 評價
《MeltyMoment》在日本美少女游戏与动画相关商品销售网站Getchu.com的2014年1月销量榜上排名第6名《MeltyMoment》獲得「萌系遊戲大賞2014」純愛系作品賞的金獎和1月的月間獎，另外在2014年間排名獲得第22名。《ファミ通》1410號的クロスレビュー對PlayStation Vita版給予27/40分。

## 外部連結
- 官方網站 （页面存档备份，存于）HOOKSOFT（日語）
- Fandisc官方網站 （页面存档备份，存于）HOOKSOFT（日語）
- PSV版官方網站GN Software（日語）
- 英文版官方網站 （页面存档备份，存于）NekoNyan（英文）
- 漫畫版介紹頁コミックダンガン（日語）